# CUE DREAM JAM-BOREE
CUE DREAM JAM-BOREE（キュードリームジャンボリー）は、北海道で行われるライブイベントである。

## 概要
2002年より2年に一度、札幌市に本社を置く芸能事務所・株式会社CREATIVE OFFICE CUEの所属タレント（TEAM NACSなど）が総出演し、その年のテーマに沿った歌や芝居、寸劇などを行う。2010年からは札幌市の北海道立総合体育センター（北海きたえーる）で行われている。
2004年以降の公演はDVDとして発表されている。

## 公演内容

### 2002年
「バラエティショー」の色濃い、初めてのジャンボリーである。

#### 会場・開催日
- サッポロファクトリーホール（8月3日～4日）
- 旭川市民文化会館（8月10日）
- 函館市民会館（8月18日）
- ※トータル5ステージ、約4500人動員

#### 出演
- 鈴井貴之
- TEAM NACS
  - 森崎博之
  - 安田顕
  - 戸次重幸
  - 大泉洋
  - 音尾琢真
- オクラホマ
  - 河野真也
  - 藤尾仁志
- 小橋亜樹

### 2004年
「ライブ」をテーマに、出演者が作詞作曲したオリジナルソングを熱く歌い上げた。

#### 会場・開催日
- zepp sapporo（8月26日～29日）
- 旭川市民文化会館（9月5日）
- ※トータル8ステージ、約7000人動員

#### 出演
- 鈴井貴之
- TEAM NACS
  - 森崎博之
  - 安田顕
  - 戸次重幸
  - 大泉洋
  - 音尾琢真
- オクラホマ
  - 河野真也
  - 藤尾仁志
- 小橋亜樹
- 大下宗吾
- 村山秀幸
- 宮崎奈緒美
- 川島直樹

### 2006年
「再会」がテーマ。ドラバラ鈴井の巣にて放映されていた「山田家の人々」の5年後の姿を披露した。

#### 会場・開催日
- 札幌コンベンションセンター（8月18日～20日）※トータル5ステージ、約12,000人動員

#### 出演
- 鈴井貴之
- TEAM NACS
  - 森崎博之
  - 安田顕
  - 戸次重幸
  - 大泉洋
  - 音尾琢真
- オクラホマ
  - 河野真也
  - 藤尾仁志
- 小橋亜樹
- 宮崎奈緒美
- 大下宗吾
- 川島直樹
- 飯野智行
- 北川久仁子

### 2008年
「闘魂」をテーマにチーム別対決などが盛り込まれた。

#### 会場・開催日
- 北海道立真駒内公園屋内競技場（真駒内セキスイハイムアイスアリーナ、8月9日～10日）※トータル4ステージ、約25,000人動員

#### 出演
- 鈴井貴之
- TEAM NACS
  - 森崎博之
  - 安田顕
  - 戸次重幸
  - 大泉洋
  - 音尾琢真
- オクラホマ
  - 河野真也
  - 藤尾仁志
- 小橋亜樹
- 北川久仁子
- 宮崎奈緒美
- 大下宗吾
- 飯野智行
- 月光グリーン
- jake stone garage

### 2010年
テーマは「ハリケーンジャンボリー」とうたい、ナックス・ハリケーン10周年を祝うなど、盛大に催された。

#### 会場・開催日
- 北海道立総合体育センター（北海きたえーる、7月23日～25日）※トータル4ステージ、約23,000人動員

#### 出演
- 鈴井貴之
- TEAM NACS
  - 森崎博之
  - 安田顕
  - 戸次重幸
  - 大泉洋
  - 音尾琢真
- オクラホマ
  - 河野真也
  - 藤尾仁志
- 小橋亜樹
- 大下宗吾
- 月光グリーン
- jake stone garage
- Chima

### 2012年
テーマは「ラジオ」。CREATIVE OFFICE CUE 20周年にちなんだ企画が行われた。

#### 会場・開催日
- 北海道立総合体育センター（北海きたえーる、7月27日～29日）※トータル4ステージ、約23,000人動員

#### 出演
- 鈴井貴之
- TEAM NACS
  - 森崎博之
  - 安田顕
  - 戸次重幸
  - 大泉洋
  - 音尾琢真
- オクラホマ
  - 河野真也
  - 藤尾仁志
- 大小
  - 小橋亜樹
  - 大下宗吾
- 北川久仁子
- 月光グリーン
- Chima

### 2014年
テーマは「わ・ジャンボリー」
最終日の公演は全国41の会場でライブビューイングが行われ、ニコニコ生放送の有料配信でも公演の模様を見ることができた。

#### 会場・開催日
- 北海道立総合体育センター（北海きたえーる、7月25日～27日）※トータル4ステージ、約23,000人動員（その他にライブ・ビューイング約7,000人動員 / ニコニコ生放送約3,000人視聴）

#### 出演
- 鈴井貴之
- TEAM NACS
  - 森崎博之
  - 安田顕
  - 戸次重幸
  - 大泉洋
  - 音尾琢真
- オクラホマ
  - 河野真也
  - 藤尾仁志
- 大小
  - 小橋亜樹
  - 大下宗吾
- 北川久仁子
- NEXTAGE
  - 田中温子
  - 佐藤亮太
  - 戸澤亮
  - 青木一平
- 月光グリーン
- Chima
- jake stone garage
- 綾野ましろ

### 2016年
テーマは『「仲間」〜親愛なるあなたへ。』。
TEAM NACS第15回公演「悪童」で描かれなかった登場人物の中学時代を、「悪童 episode 0」としてタレント総出演で演じた。最終日の公演は全国48の会場でライブビューイングが行われた。

#### 会場・開催日
- 北海道立総合体育センター（北海きたえーる、7月29日～31日）※トータル4ステージ、約23,000人動員（その他にライブ・ビューイング約12,000人動員）

#### 出演
- 鈴井貴之
- TEAM NACS
  - 森崎博之
  - 安田顕
  - 戸次重幸
  - 大泉洋
  - 音尾琢真
- オクラホマ
  - 河野真也
  - 藤尾仁志
- 小橋亜樹
- 大下宗吾
- 北川久仁子
- NEXTAGE
  - 田中温子
  - 佐藤亮太
  - 戸澤亮
  - 青木一平
- 月光グリーン
- Chima
- 綾野ましろ
- NORD
  - 舟木健
  - 長崎佑亮
  - 花岡領太
  - 安保卓城
  - 枝元雷亜
  - 島太星
  - 春木大輔
  - 瀧原光

### 2018年
テーマは「リキーオと魔法の杖」。
最終日の公演は全国でライブビューイングが行われた。最終日には『水曜どうでしょう』（HTB）ディレクターの藤村忠寿・嬉野雅道が中継で登場し、新作「21年目のヨーロッパ21ヵ国完全制覇」のロケを行うことを大泉に伝えた。

#### 会場・開催日
- 北海道立総合体育センター（北海きたえーる、7月27日～29日）※4ステージ、約23,000人動員

#### 出演
- 鈴井貴之
- TEAM NACS
  - 森崎博之
  - 安田顕
  - 戸次重幸
  - 大泉洋
  - 音尾琢真
- 小橋亜樹
- オクラホマ
  - 河野真也
  - 藤尾仁志
- 北川久仁子
- NEXTAGE
  - 田中温子
  - 佐藤亮太
  - 戸澤亮
- Chima
- 綾野ましろ
- NORD
  - 舟木健
  - 長崎佑亮（足の怪我で治療中のため、不参加）
  - 花岡領太
  - 安保卓城
  - 枝元雷亜
  - 島太星
  - 瀧原光
- 東李苑

### 2020年
9月25日～27日に開催される予定だった。しかし、新型コロナウイルスの世界的な感染拡大の影響から、改正・新型インフルエンザ等対策特別措置法に基づく緊急事態宣言が発令中の5月21日付で延期を決定（後に中止が決まった）。
代替として9月27日に無観客イベント『CUE ONLINE JAM-BOREE ～We'll be back～』を実施し、全国の映画館でのライブビューイング上映及び自宅でパソコン等を利用して視聴するライブストリーミング配信が行われた。以下は『CUE ONLINE JAM-BOREE』の情報。

#### 会場・開催日
- 札幌文化芸術劇場 hitaru（9月27日）※ライブビューイング/ライブストリーミング配信のみ

#### 出演
- 鈴井貴之
- TEAM NACS
  - 森崎博之
  - 安田顕
  - 戸次重幸
  - 大泉洋
  - 音尾琢真
- 小橋亜樹
- オクラホマ
  - 河野真也
  - 藤尾仁志
- 北川久仁子
- NEXTAGE
  - 田中温子
  - 佐藤亮太
  - 戸澤亮
- Chima
- 綾野ましろ
- NORD
  - 舟木健
  - 安保卓城
  - 島太星
  - 瀧原光
- 東李苑
- nonoc
- 札幌交響楽団メンバー（ゲスト）

### 2022年
テーマは「REBORN」。4年ぶりの有観客でのジャンボリーとなった。
最終日の千秋楽公演では全国の映画館でのライブビューイング上映及び自宅でパソコン等を利用して視聴するライブストリーミング配信が行われた。千秋楽公演には、クリエイティブオフィスキュー30周年記念ソング「風に乗せて」を手がけた音楽プロデューサー・蔦谷好位置も登場した。

#### 会場・開催日
- 北海道立総合体育センター（北海きたえーる、7月30日～31日）※3ステージ

#### 出演
- 鈴井貴之
- TEAM NACS
  - 森崎博之
  - 安田顕
  - 戸次重幸
  - 大泉洋
  - 音尾琢真
- 小橋亜樹
- オクラホマ
  - 河野真也
  - 藤尾仁志
- 北川久仁子
- Chima
- NORD
  - 舟木健
  - 安保卓城
  - 島太星
  - 瀧原光
- 東李苑
- nonoc

## CD
なお、2020年6月30日より、インターネット配信も実施している。